# Дом Веневитинова
Дом Веневитинова — дом в Москве, в Кривоколенном переулке. Принадлежал семье Веневитиновых. Объект культурного наследия федерального значения.

## История
До середины XVIII века веке владение принадлежала роду Апраксиных, при которых в XVII веке были построены каменные палаты. В XVIII веке усадьба принадлежала Ласунским. На основе палат Апраксиных во второй половине XVIII века было возведено ныне существующее здание. Окончательное объемно-пространственное решение относится к 1793 году.
С 1805 года здание находилась во владении Владимира Петровича Веневитинова (1777—1814). У москвоведов можно встретить утверждения, что именно здесь у него родился Дмитрий Веневитинов, будущий поэт и философ, и что здесь же он умер в 1827 году. В действительности поэт умер в Санкт-Петербурге, куда перебрался в 1826 году, а точное место его рождения пока не установлено.
Дом принадлежал семье Веневитиновых до 1840 года; в 1830-х годах сформировалось окончательное оформление фасада здания, который был украшен коринфскими колоннами; внешний облик дома обрёл черты зрелого классицизма. Впоследствии — в 1848-50 годах, а затем в 1920-х — 1930-х — дом Веневитинова перестраивался.
В память о Дмитрии Владимировиче Веневитинове в 100-летнюю годовщину его смерти 2 октября 1927 года на доме была открыта мемориальная доска.

### Пушкин в доме Веневитинова
В 1826 году здесь читал «Бориса Годунова» А. С. Пушкин.

Знакомство поэтов, начавшееся ещё в детстве, возобновилось в сентябре 1826 в Москве, через С. А. Соболевского (по сообщению того же А. В. Веневитинова, инициатором его был сам Пушкин). К 1826 относится и послание Веневитинова «К Пушкину». 10 сентября 1826 Дмитрий был на чтении Пушкиным «Бориса Годунова» у Соболевского, присутствовали П. Я. Чаадаев, братья Киреевские. На следующий день Пушкин посетил Веневитиновых на несколько минут; в этом доме он познакомился с М. П. Погодиным. 12 сентября Веневитинов был у Пушкина сам. 25 сентября и 12 октября 1826 Пушкин читал «Бориса Годунова» уже у Веневитиновых.

12 октября 1826 года у Веневитинова собралось человек сорок московских писателей, журналистов, любителей литературы. Среди них М. П. Погодин, С. П. Шевырев, С. А. Соболевский, И. В. и П. В. Киреевские, А. С. и Ф. С. Хомяковы.
Пушкин читал ещё не опубликованного «Бориса Годунова», песни о Степане Разине, недавно написанное добавление к «Руслану и Людмиле» — «У Лукоморья дуб зелёный…».
Опубликованы воспоминания Погодина:

Какое действие произвело на всех нас это чтение, передать невозможно. До сих пор ещё — а этому прошло сорок лет — кровь приходит в движение при одном воспоминании <…> Надобно представить себе самую фигуру Пушкина. Ожидаемый нами величавый жрец высокого искусства — это был среднего роста, почти низенький человек, с длинными, несколько курчавыми по концам волосами, без всяких притязаний, с живыми быстрыми глазами, вертлявый, с порывистыми ужимками, с приятным голосом, в чёрном сюртуке, в темном жилете, застегнутом наглухо, в небрежно завязанном галстуке.

Вместо языка Кокошкинского (Погодин имеет в виду знаменитого тогда декламатора, директора московских театров, Ф. Ф. Кокошкина) мы услышали простую, ясную, внятную и вместе с тем пиитическую, увлекательную речь. Первые явления мы выслушали тихо и спокойно или, лучше сказать, в каком-то недоумении. Но чем дальше, тем ощущения усиливались Что было со мною, я и рассказать не могу. Мне показалось, что родной мой и любезный Нестор поднялся из могилы и говорит устами Пимена: мне послышался живой голос древнего русского летописателя. А когда Пушкин дошел до рассказа Пимена о посещении Кириллова монастыря Иваном Грозным, о молитве иноков: «Да ниспошлет покой его душе, страдающей и бурной», — мы все просто как будто обеспамятели. Кого бросало в жар, кого в озноб. Волосы поднимались дыбом. Не стало сил воздерживаться <…>

Кончилось чтение. Мы смотрели друг на друга долго и потом бросились к Пушкину. Начались объятия, поднялся шум, раздался смех, полились слезы, поздравления. «Эван, эвое, дайте чаши!» Явилось шампанское, и Пушкин одушевился, видя такое своё действие на избранную молодежь) <…> «О какое удивительное то было утро, оставившее следы на всю жизнь. Не помню, как мы разошлись, как закончили день, как улеглись спать. Да едва ли кто и спал из нас в эту ночь. Так был потрясен весь наш организм».

В Память об этом событии на доме установлена мемориальная доска.
Спустя 100 лет, 24 октября 1926 года, это событие было отмечено в квартире Гинзбургов (родителей А. Галича и В. Гинзбурга, которые жили здесь с 1923 года). Состоялось закрытое заседание Пушкинской комиссии Общества любителей Российской словесности при Московском Университете, посвящённое столетней годовщине чтения Пушкиным «Бориса Годунова» у Веневитиновых.
Из воспоминаний Галича:

«…После того как мы переехали из Севастополя в Москву, мы поселились в Кривоколенном переулке, в доме номер четыре, который в незапамятные времена — сто с лишним лет тому назад — принадлежал семье поэта Дмитрия Веневитинова. Осенью тысяча восемьсот двадцать шестого года, во время короткого наезда в Москву, Александр Сергеевич Пушкин читал здесь друзьям свою только что законченную трагедию „Борис Годунов“.
В зале, где происходило чтение, мы и жили. Жили, конечно, не одни. При помощи весьма непрочных, вечно грозящих обрушиться перегородок зал был разделён на целых четыре квартиры… и между ними длинный и тёмный коридор, в котором постоянно, и днём и ночью, горела под потолком висевшая на голом шнуре тусклая электрическая лампочка.
Окна нашей квартиры выходили во двор. Вернее, даже не во двор, а на какой-то удивительно нелепый и необыкновенно широкий балкон, описанный в воспоминаниях Погодина о чтении Пушкиным „Бориса Годунова“».

Программки были отпечатаны тиражом всего в шестьдесят экземпляров. И то это было много, потому что торжественное заседание происходило не где-нибудь, а в нашей квартире — в одной из тех четырёх квартир, что были выгорожены из зала веневитиновского дома. И хотя квартира наша состояла из целых трёх комнат, комнаты были очень маленькими, и как разместились в них шестьдесят человек — я до сих пор ума не приложу.

Открыл заседание Председатель Общества любителей Российской словесности при Московском Университете профессор П. Н Сакулин, за ним выступили литературовед, исследователь творчества А. С. Пушкина М. А. Цявловский и старший брат отца хозяина дома, профессор Московского университета, известный литературовед-пушкинист Лев Самойлович Гинзбург. Фрагменты «Бориса Годунова» исполняли артисты МХАТа — Качалов, Лужский, Синицын, Гоголева, Леонидов.

## Настоящее время
Дом, признанный памятником истории и архитектуры в 1960 году, много лет переходил от владельцев к владельцам без каких-либо работ по сохранению, фактически выморачивался; постановлением Правительства Москвы № 397 от 12 мая 1999 года признан аварийным, в том же году расселён. Предполагался снос дома, однако под давлением общественности решение о сносе было отменено.
Дом находился в запустении, постепенно уничтожались интерьеры.
В 2007 году была начата реставрация, во время которой были утрачены ценные элементы интерьера — изразцовая печь, коринфские колонны, фрагменты наборного паркета — а также разобран фронтон портика; однако в 2008 году из-за финансовых проблем инвестора реставрационные работы прекратились, и здание вновь оказалось заброшено.
Последующий арендатор начал реставрационные работы, в ходе которых на боковом и заднем фасадах раскрыты и частично восстановлены формы барокко. Однако работы не завершены до сих пор, дом пустует.
Во дворе, на задней меже усадьбы, разрушается декоративная башенка, оставшаяся от ограды Златоустовского монастыря. В апреле 2017 года была замечена строительная активность — на территории появилась бытовка и рабочие. 25 декабря 2017 года Центр изучения истории и наследия Московского Златоустовского монастыря подал заявление в Департамент культурного наследия Москвы о наделении территории Московского Златоустовского монастыря статусом историко-религиозного достопримечательного места. В январе 2018 г.  активисты-краеведы и местные жители освободили башню от завалов и  расчистили прилегающую к ней территорию.